# Yosef Tamir
Yosef Tamir (en hebreo: יוסף תמיר‎), (5 de marzo de 1915 - 10 de agosto de 2009) fue un periodista, político, abogado y lanzador de jabalina profesional israelí.

## Fondo

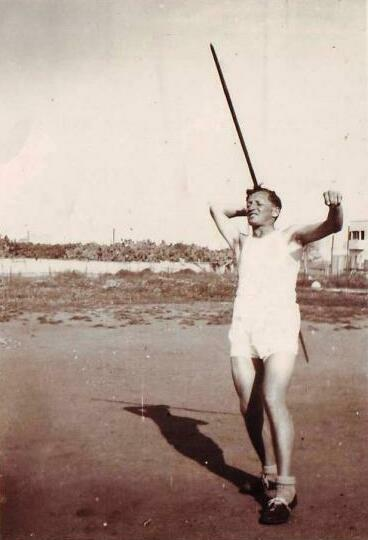
Yossef Tamir practicando lanzamiento de jabalina como campeón del Mandato Británico de Palestina en este deporte.

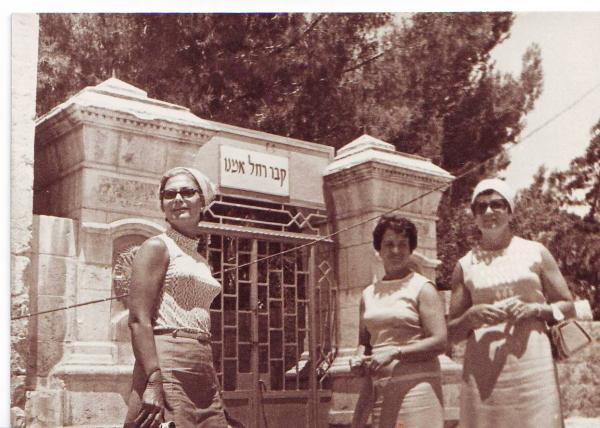
La familia del MK Yosef Tamir visitando la tumba de Raquel, inmediatamente después de la Guerra de los Seis Días en 1967.

Tamir nació en Berdychiv, Imperio Ruso (actualmente Ucrania) y emigró a Eretz Israel en 1924. Pasó por la escuela primaria y secundaria en Petah Tikva y se graduó de la Facultad de Derecho y Economía de la Universidad de Tel Aviv.
Entre 1935 y 1945 trabajó como periodista para Haaretz, el Palestine Post, Yedioth Ahronoth, Maariv y HaBoker, y fue corresponsal militar durante la Guerra de Independencia de Israel. Fue miembro del Movimiento Deportivo Macabi y ganó tres medallas de bronce en los Juegos Macabeos.

## Carrera política
Tamir se unió al partido General Sionistas y se convirtió en su secretario general. Entre 1965 y 1969 fue miembro del directorio de Tel Aviv como jefe de la facción del Partido Liberal (fusión de los Sionistas Generales y el Partido Progresista). En las elecciones de 1965, Tamir también fue elegido miembro de la Knesset como miembro de Gahal, una alianza del Partido Liberal y Herut. Yosef retuvo su escaño en las elecciones de 1969, y nuevamente en las elecciones de 1973, antes de las cuales Gahal se había convertido en Likud .
Después de ser elegido nuevamente para la Knesset por el Likud en las elecciones de 1977, Tamir se separó del partido y se unió al recién formado Shinui, un partido liberal de centro. Sin embargo, pronto dejó su nuevo partido y pasó el resto de la sesión de la Knesset como diputado independiente. No retornó a la Knesset en las elecciones de 1981 .

## Activismo ambiental
Durante su vida, Tamir fundó varias organizaciones ambientales:
- Consejo para un hermoso Israel (1968)
- Comité de ecología no partidista(1970)
- Organización de Vida y Medio Ambiente (1975)
- Foro Económico de Israel sobre el Medio Ambiente (1991)

También lanzó la revista ambiental Green Blue and White .
Tamir representó a la Knesset en la Primera Conferencia de las Naciones Unidas sobre el Ecosistema del Hombre en Estocolmo en 1972, y fue representante del Likud en la delegación de la Knesset que visitó el Congreso de los Estados Unidos en 1975 y el Bundestag alemán en 1977.
Tamir ganó varios premios por su activismo ambiental, incluido el Premio Ambiental de las Naciones Unidas y un Premio Knesset por "Logros en el Área de Calidad Ambiental".